# Putna
Putna es una comuna ubicada en el distrito de Suceava, Rumania.

## Superficie
Posee una superficie de 133,7 kilómetros cuadrados.

## Demografía
Hasta 2021 la población era de 3658 habitantes, con una densidad de población de 27,36 habitantes por kilómetro cuadrado.